# Lepidagathis cyanea
Lepidagathis cyanea là một loài thực vật có hoa trong họ Ô rô. Loài này được (Leonard) Kameyama mô tả khoa học đầu tiên năm 2008.